# Gynacanthaeschna sikkima
Gynacanthaeschna sikkima är en trollsländeart som först beskrevs av Karsch 1891.  Gynacanthaeschna sikkima ingår i släktet Gynacanthaeschna och familjen mosaiktrollsländor. IUCN kategoriserar arten globalt som livskraftig. Inga underarter finns listade i Catalogue of Life.